# 天主教景棟教區
天主教景棟教區 （拉丁語：Dioecesis Kengtunghensis）是羅馬天主教的一個教區，位於緬甸撣邦東部，面積45,856平方公里。受東枝總教區管轄。
1927年4月27日建立監牧區，1950年1月26日升為代牧區，1955年1月1日升為教區。現任主教為伯多祿·類思·加古。2006年有21個堂區、58,000教友、30名司鐸。